# Ел Сміт (співак)
Ел Сміт (англ. Al Smith), повне ім'я А́льберт А́лан Сміт (англ. Albert Alan Smith); 10 травня 1936, Колумбус, Огайо) — американський блюзовий співак.

## Біографія
Народився 10 травня 1936 року в Колумбусі, штат Огайо. Був сиротою з дитинства. У 10 років перебрався з Колумбуса в Новий Орлеан і залишався там до 17 років. За сім років у Новому Орлеані навився співати госпел і грати на фортепіано. Вирішив стати священиком. Коли він залишив Новий Орлеан і перебрався до нових прийомних батьків у Північну Кароліну, почав відвідувати лютеранський коледж і семінарію. Зрозумів, що бути священиком це не його покликання.
У середині 1950-х поїхав у Нью-Йорку. Влаштувався у різні у госпел-хори Нью-Йорку і Нью-Джерсі. Декілька років співав у хоральних гуртах, а потім, поїхав на гастролі по США у складі Gospel Cleffs. Сміта помітив тенор-саксофоніст Едді «Локджо» Девіс під час влаштованого ним джем-сейшена у клубі Key Club в Ньюарку (Нью-Джерсі). Девіс запропонував співаку приєднатися до гурту на виступ у Вашингтоні.
У 1959 році у віці 23 років записав студійний альбом Hear My Blues на лейблі Bluesville Records (дочірньому лейблі Prestige) у відомій студії звукозапису Руді Ван Гелдера Van Gelder Studio в Нью-Джерсі (а Девіс виступив акомпаніатором). Наступний альбом Midnight Special був записаний 1960 року також на Bluesville. У 1964 році взяв участь у записі альбому Blues Shout Едді «Локджо» Девіса і Ширлі Скотт.
Живе у Брукліні.

## Дискографія
- Hear My Blues (Bluesville, 1959)
- Midnight Special (Bluesville, 1960)
- Blues Shout (Bluesville, 1964) з Едді «Локджо» Девісом і Ширлі Скотт